# Черников, Владимир Иванович
Владимир Иванович Черников (22 октября 1939, совхоз «Гагаринский», Троекуровский район, Липецкая область) — советский и российский учёный, специалист в области создания аппаратуры для физических измерений. Лауреат Государственной премии СССР (1985).

## Биография
Родился 22.10.1939 г. в совхозе «Гагаринский» Троекуровского района Липецкой области.
В 1963 г. окончил Московский государственный инженерно-физический институт (с 2009 года — Национальный исследовательский ядерный университет «МИФИ»).
В 1963—1967 гг. инженер в НИИ приборостроения. С 1967 г. по 2011 г. работал в НИИИТ (ВНИИА) в должностях от старшего инженера до заместителя главного конструктора — начальника научно-производственного технологического отделения электровакуумного и полупроводникового приборостроения. С 2004 г. — ученый секретарь, с 2010 г. — ученый секретарь
НТС.
Кандидат технических наук. Заслуженный конструктор РФ (2000).
Лауреат Государственной премии СССР 1985 г. за личный творческий вклад, активное участие во внедрении системы физизмерений в составе автоматизированного комплекса.
Награды: медали «За доблестный труд. В ознаменование 100-летия со дня рождения В. И. Ленина», «В память 850-летия Москвы».